# Dirty Fingers
Dirty Fingers är ett studioalbum av den brittiske (nordirländske) blues- och rockartisten Gary Moore, utgivet först i Japan 1983. 
Albumet spelades in redan 1980, men istället valde skivbolaget att satsa på Gary Moores band G-Force som under samma period spelade in ett album.

## Låtlista
1. "Hiroshima" - 4:30
2. "Dirty Fingers" - 1:09
3. "Bad News" - 5:06
4. "Don't Let Me Be Misunderstood" - 3:37
5. "Run to Your Mama" - 4:44
6. "Nuclear Attack" - 5:11
7. "Kidnapped" - 3:50
8. "Really Gonna Rock Tonight" - 3:50
9. "Lonely Nights" - 3:58
10. "Rest in Peace" - 5:58

1. ↑  ”allmusic/album/dirty-fingers-”. https://www.allmusic.com/album/dirty-fingers-mw0000650516. Läst 1 augusti 2025.